# Santa Caterina dello Ionio
Santa Caterina dello Ionio ist eine italienische Gemeinde mit 1922 Einwohnern (Stand 31. Dezember 2023) in der Provinz Catanzaro, Region Kalabrien.
Das Gebiet der Gemeinde liegt auf einer Höhe von 459 m über dem Meeresspiegel und umfasst eine Fläche von 41 km². Die Nachbargemeinden sind Badolato, Brognaturo (VV) und Guardavalle. Santa Caterina dello Ionio liegt 59 km südlich von Catanzaro. Im Gemeindegebiet liegt der Torre Sant’Antonio.